# Kaitlyn Maher
Pour les articles homonymes, voir Maher.
Kaitlyn Ashley Maher est une actrice américaine née le 10 janvier 2004 à Novi, Michigan (États-Unis).

## Filmographie
- 2010 : La Mission de Chien Noël (The Search for Santa Paws) : Quinn Hucklebuckle
- 2013 : The Goodwin Games : Piper Goodwin